# 飯清
飯 清（いい きよし、1922年2月9日 - 1995年8月10日）は日本の牧師、日本基督教団第9代総会議長。
1922年に京都に生まれる。父方の実家は愛媛県今治市。1939年3月、旧制愛媛県立今治中学（現愛媛県立今治西高等学校）を卒業。同4月、同志社高等商業学校（現同志社大学商学部）に入学し、同校を1941年12月に卒業。1942年4月、同志社大学文学部社会学科入学。1944年9月、同大学を繰り上げ卒業し、学徒出陣で二等水兵として海軍に召集。後に、予備士官として戦艦日向に乗り込んだ。この間、1943年10月25日、今治教会で瀧みどり（1919年5月23日 - 2011年12月28日）と結婚。戦後、1946年5月、同志社大学文学部神学科に入学し、1949年3月卒業。同志社大学助手、講師、京都教会伝道師を務める。1952年6月、米国カリフォルニア州バークレーの太平洋神学校（Pacific School of Religion）大学院に留学（1954年修了）。1953年1月からはバークレーのシカモア組合教会牧師も務める。1955年帰国後、日本基督教団倉敷教会牧師に就任。1960年4月、霊南坂教会牧師に就任。1985年10月に新会堂を建設し、1987年3月に引退。
1969年に現職で死去した鈴木正久の後をついで、日本基督教団総会議長を務める、1971年2月に辞任し、吉田満穂が後任になる。当時の教団は反万博闘争で揺れていた。
後に、キリスト教音楽学校校長とキリスト教視聴覚センター（AVACO）理事長を務める。

## 著書
- 『飼葉おけと十字架」日本キリスト教団出版局、1965年
- 『エキュメニカル信仰入門』聖公会出版、1969年
- 『新しい教会暦』日本キリスト教団出版局、1975年
- 『語りかけ給う神』ヨルダン社、1979年
- 『旧約聖書お話集』キリスト教視聴覚センター、1980年
- 『その人に決めますか』光文社、1988年
- 『NOからイエスへ-気づきませんか神様の愛を』キリスト新聞社、1989年
- 『｢聖書の地｣をめぐる』キリスト教視聴覚センター、1990年
- 『教会のこよみ、日本のこよみ : 祭り、行事の由来をさぐる』キリスト新聞社、1992年